# Роньяно
Роньяно (итал. Rognano) — коммуна в Италии, находится в регионе Ломбардия, в провинции Павия.
Население составляет 499 человек (2008), плотность населения составляет 54 чел./км². Занимает площадь 9 км². Почтовый индекс — 27012. Телефонный код — 0382.
Покровителем коммуны почитается святой апостол Иаков Старший, празднование 25 июля.

## Демография
Динамика населения:

## Администрация коммуны
- Официальный сайт: http://www.comune.rognano.pv.it/